# Amador Lorenzo
Amador Lorenzo Lemos, conosciuto anche solo come Amador (Bueu, 9 settembre 1954), è un ex calciatore spagnolo, di ruolo portiere.

## Carriera
Comincia la carriera nel Pontevedra Club de Fútbol. Nel 1980 passa al Barcelona, dove ha giocato anche la Supercoppa di Spagna 1985.

## Palmarès

### Club

#### Competizioni nazionali
- Campionato spagnolo: 2

Real Madrid: 1977-1978
Barcellona 1984-1985
- Supercoppa di Spagna: 1

Barcellona: 1983
- Coppa di Spagna: 2

Barcellona: 1980-1981, 1982-1983